# انوکیتاکه
انوکیتاکه (به ژاپنی: 榎茸, エノキタケ Enokitake) یک نوع قارچ خوراکی است. این قارچ در آسیای شرقی(مانند کشورهای ژاپن، چین و کشور) جهت مصرف خوراکی کشت داده می‌شود. نوع پرورشی آن دارای ساقه‌های سفید، بلند و نازکی است.

## نگارخانه

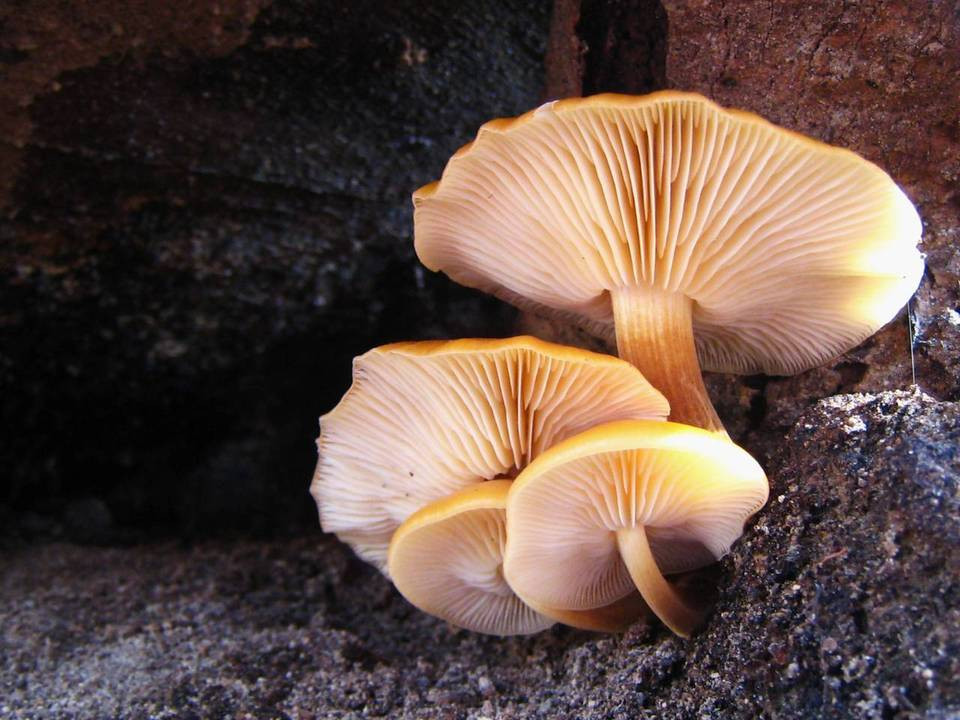
Flammulina velutipes
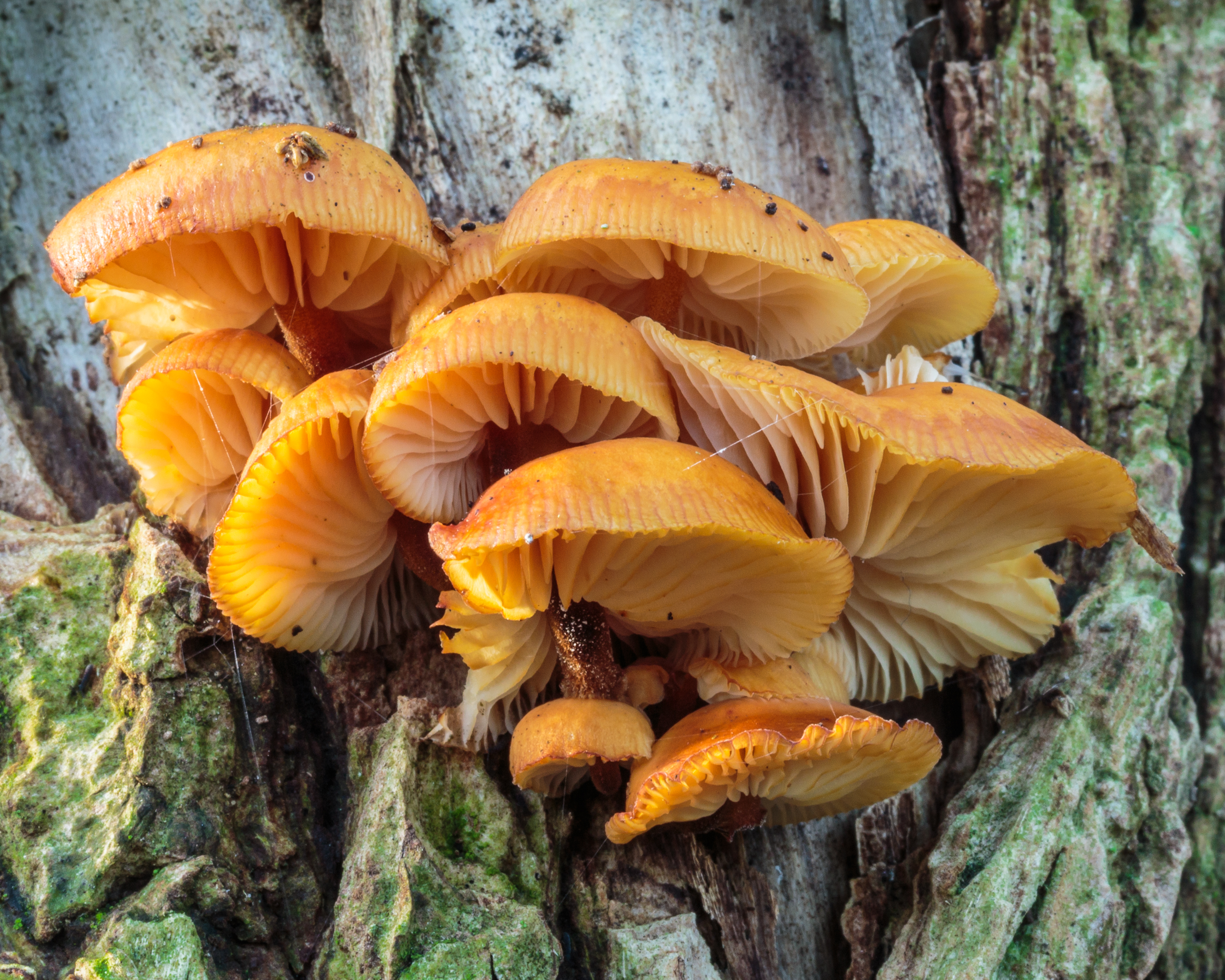
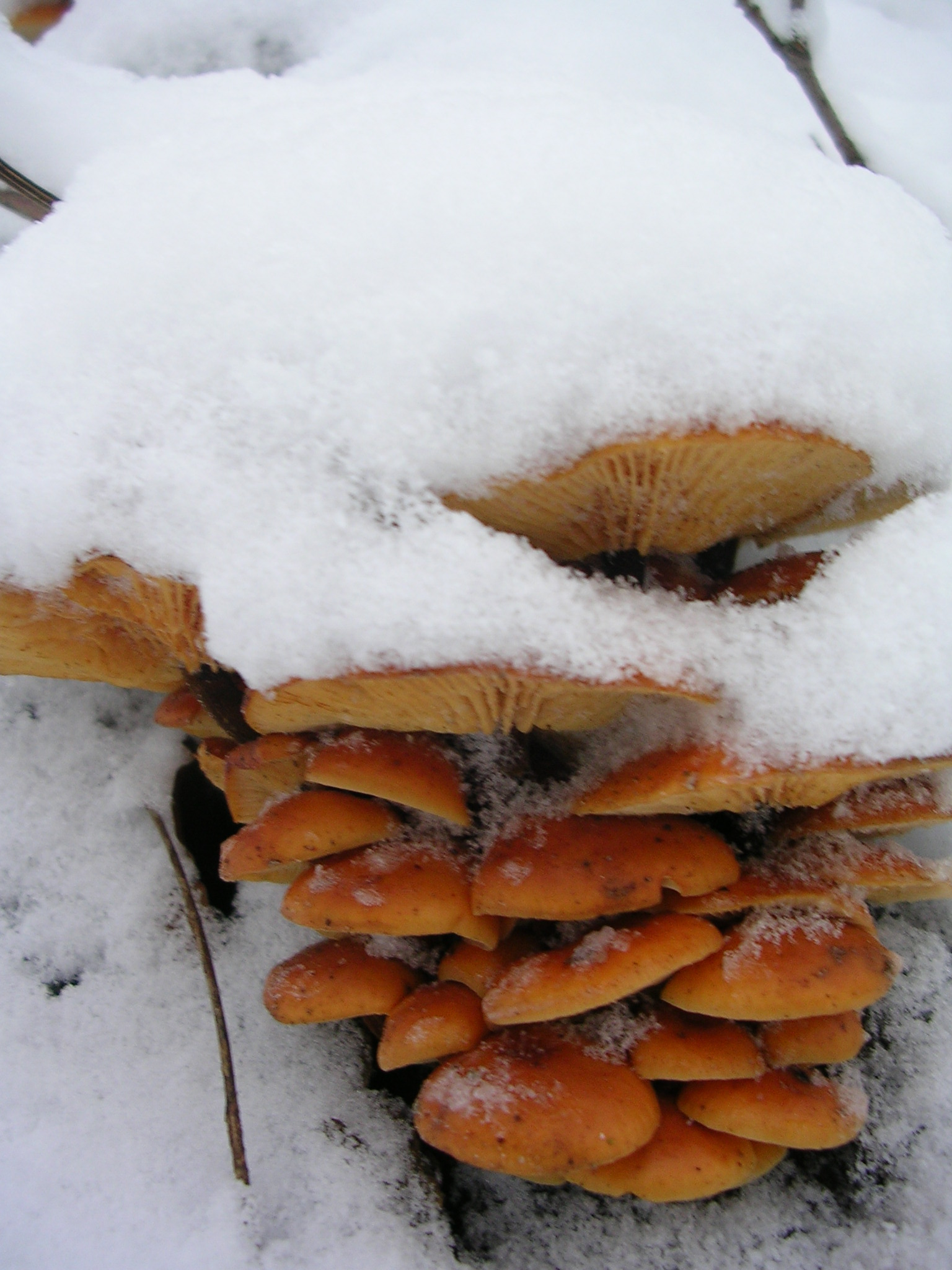
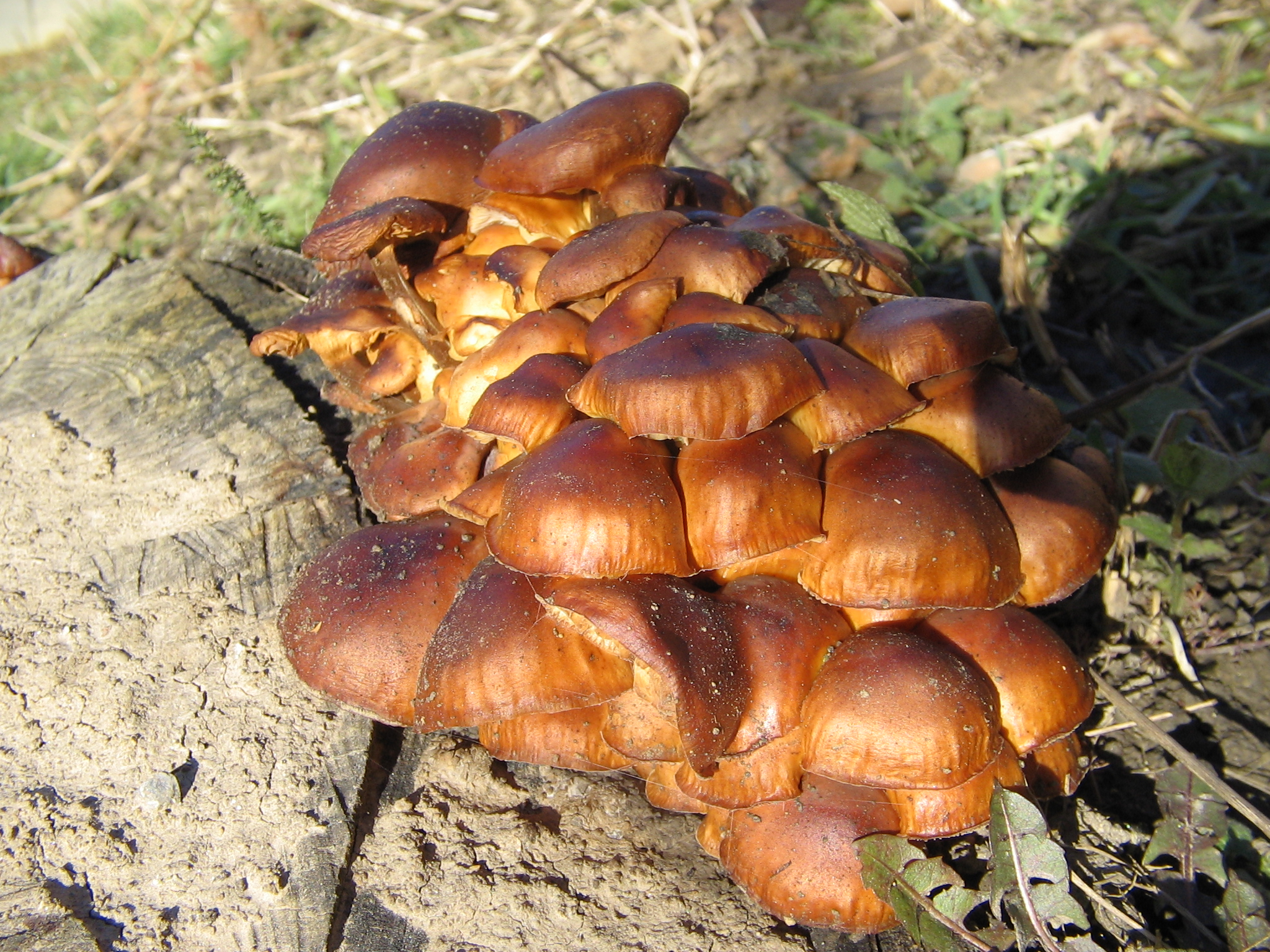
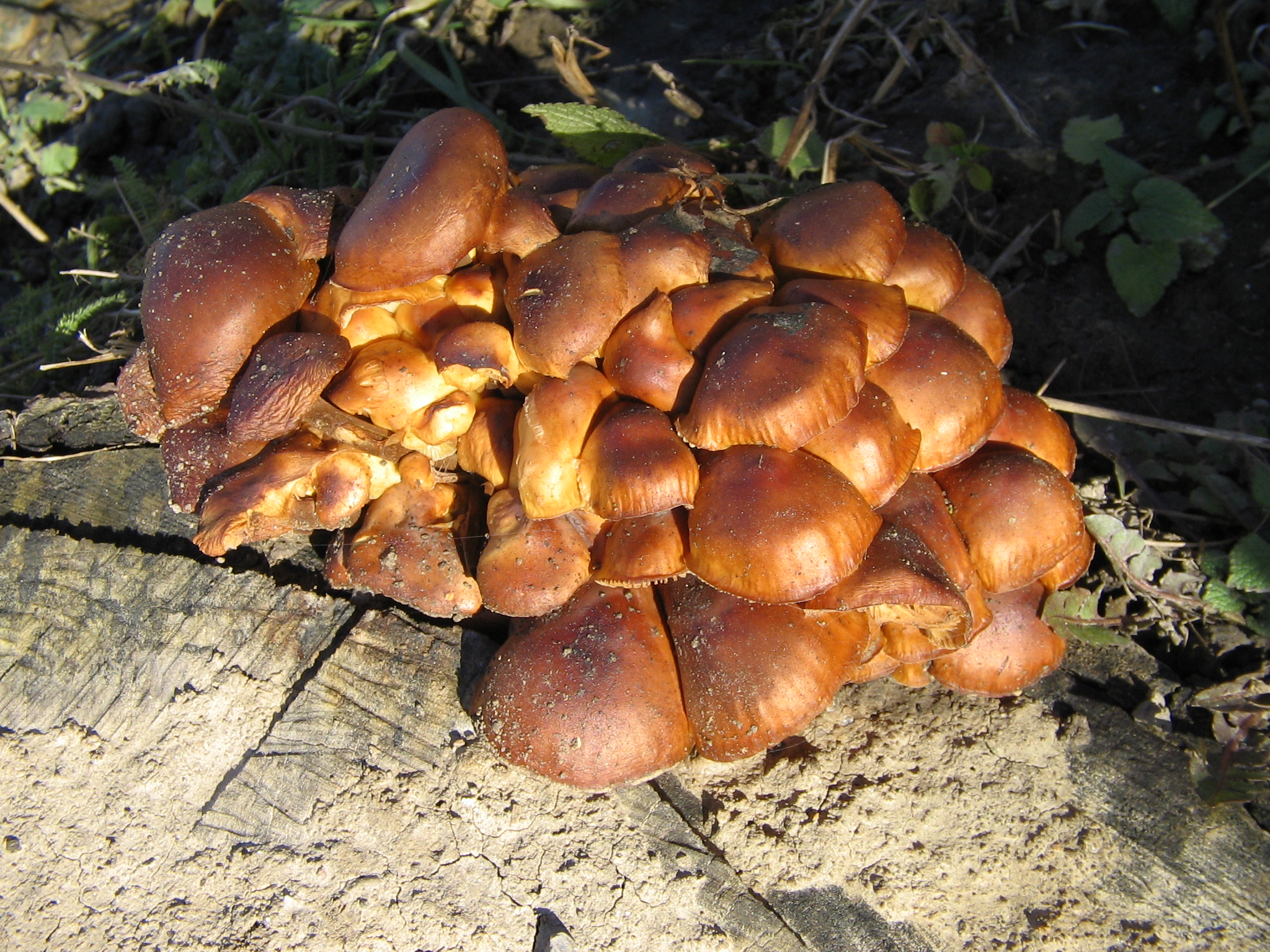
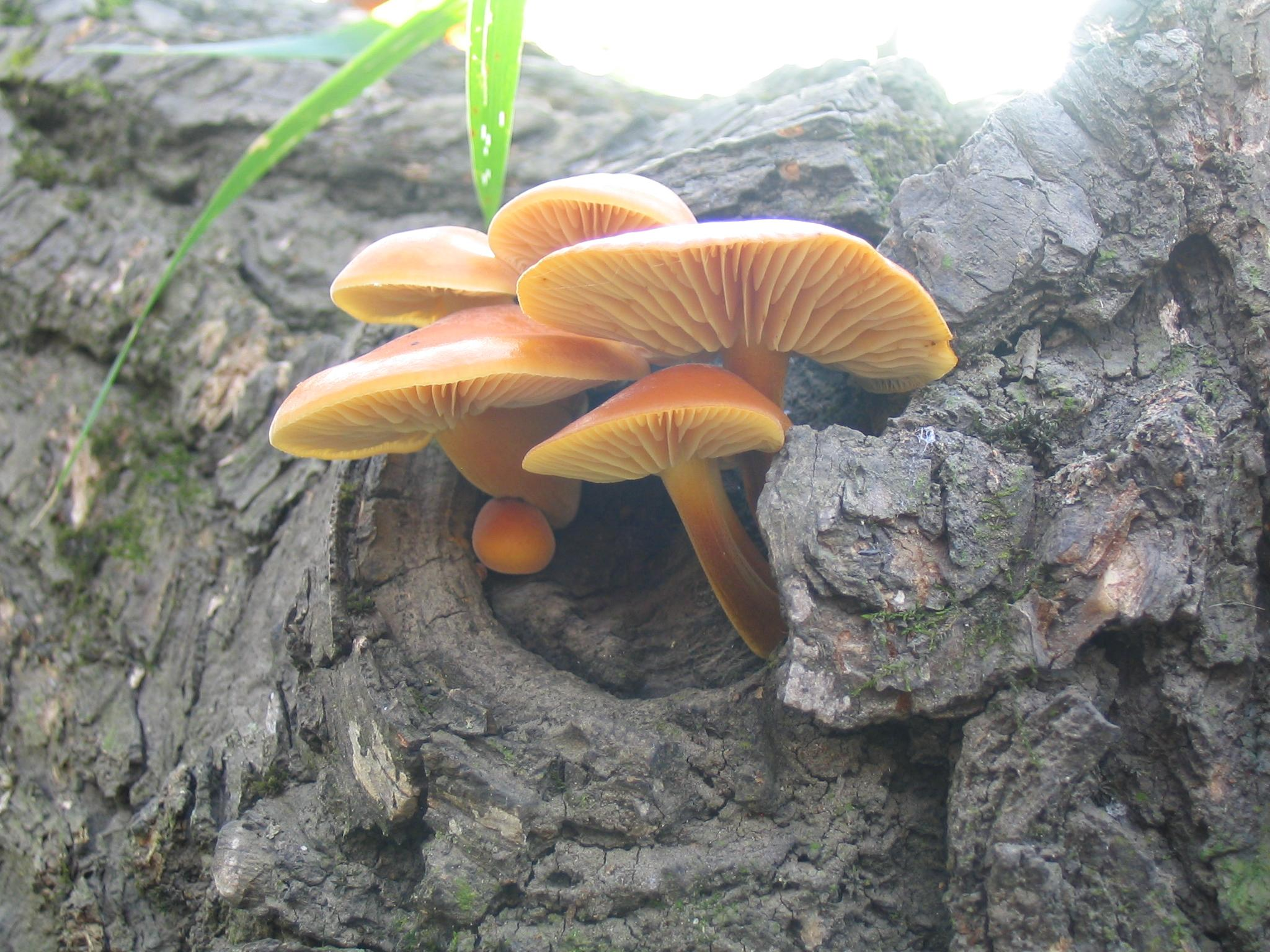
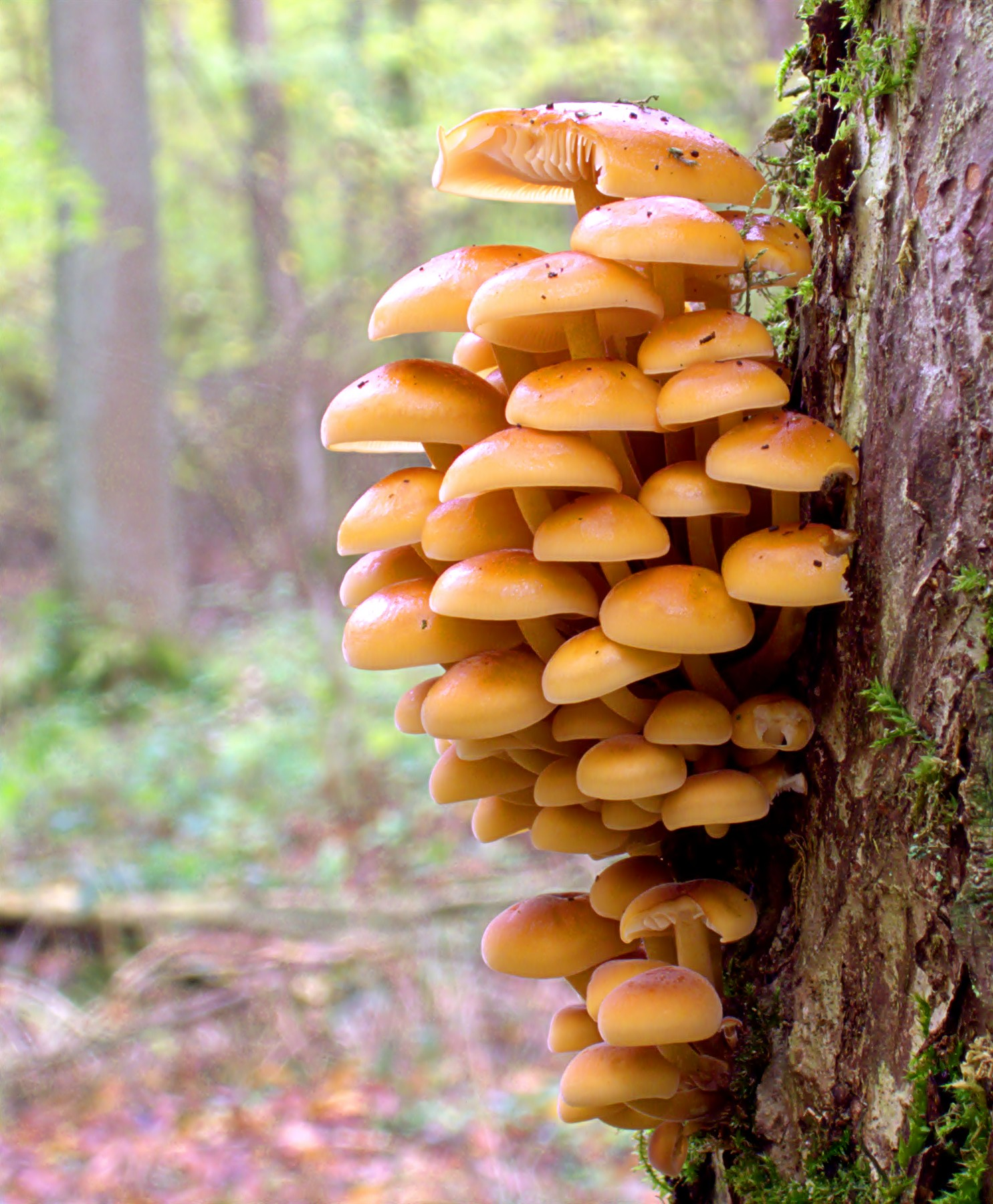
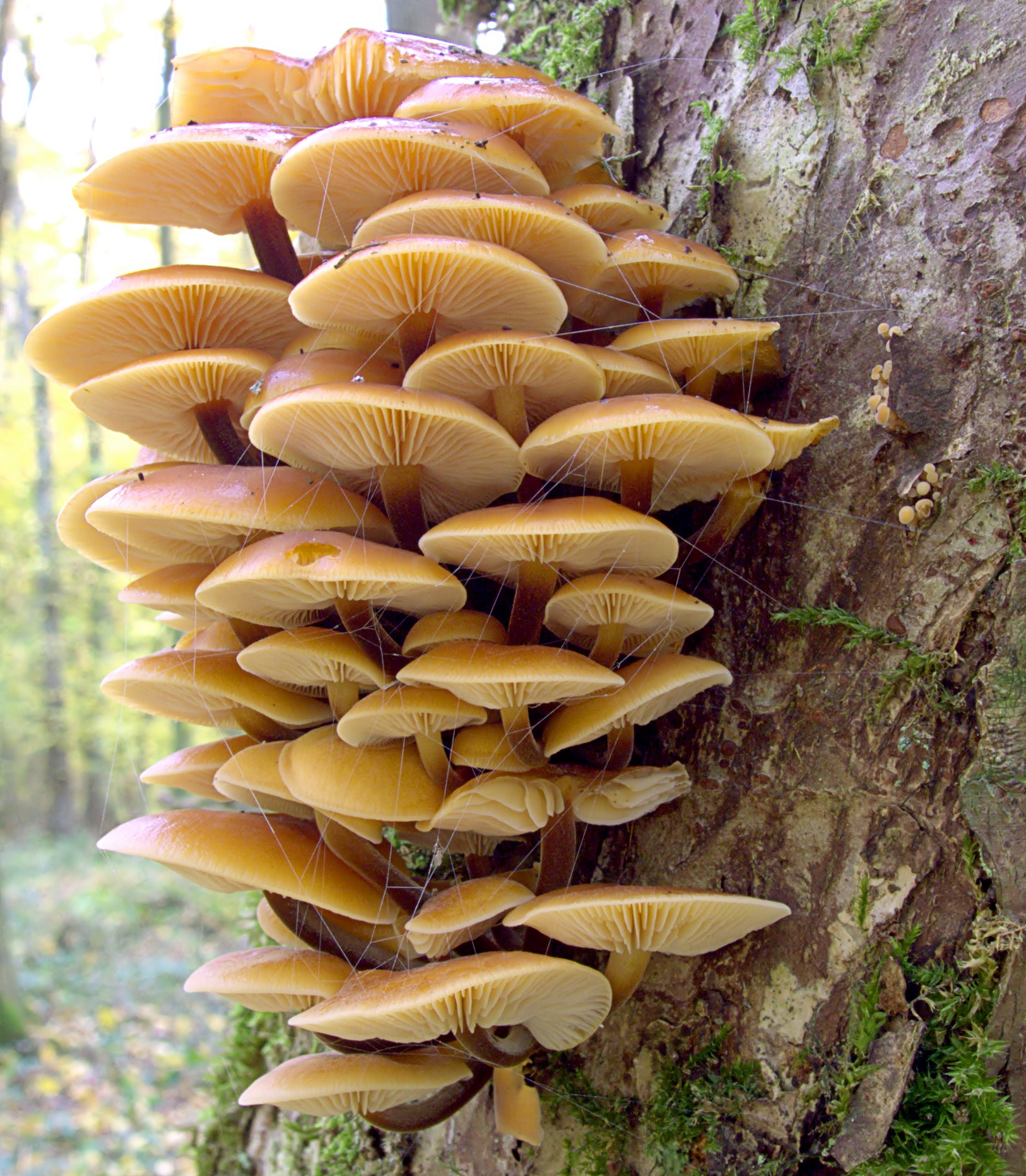
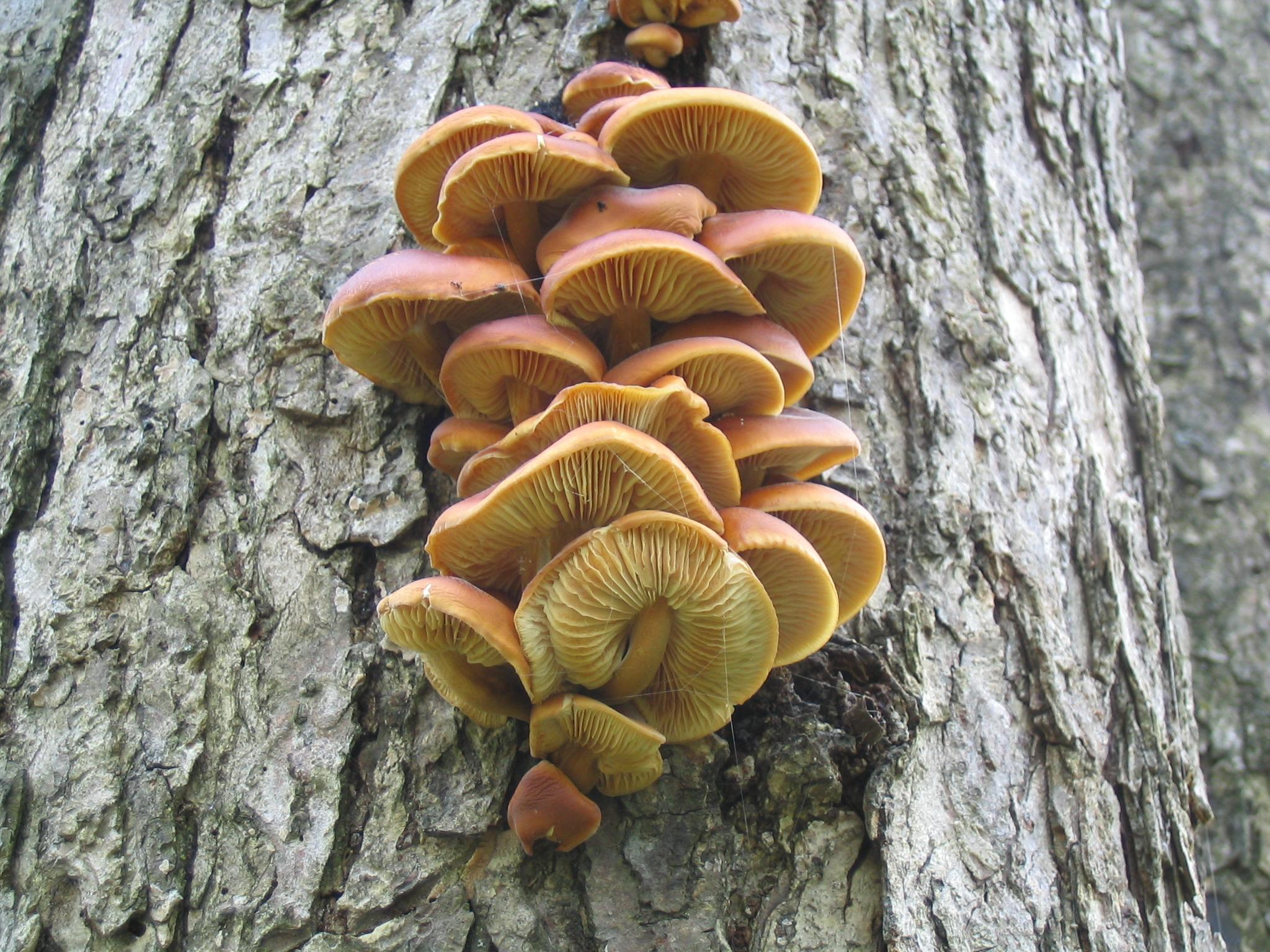
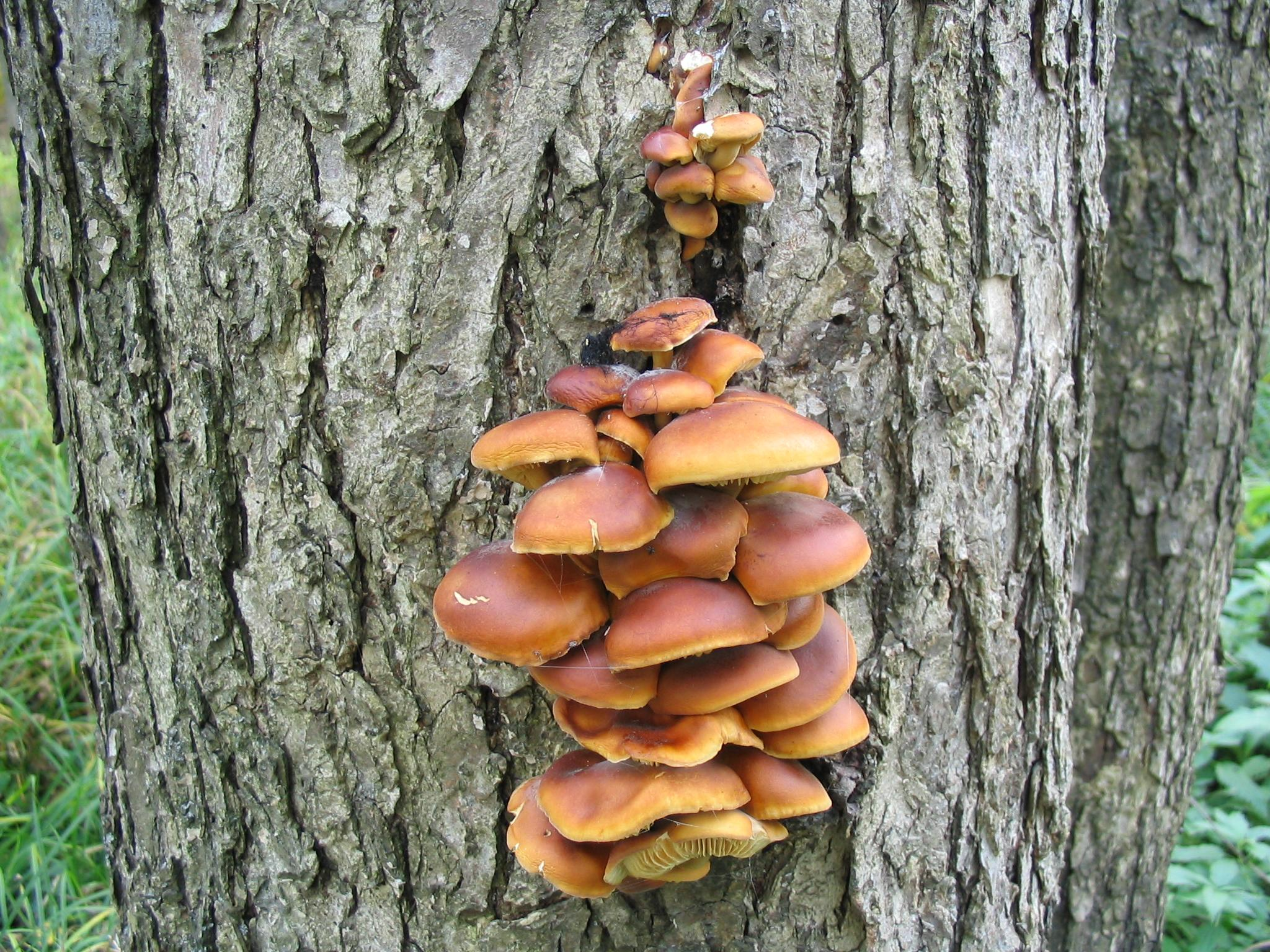
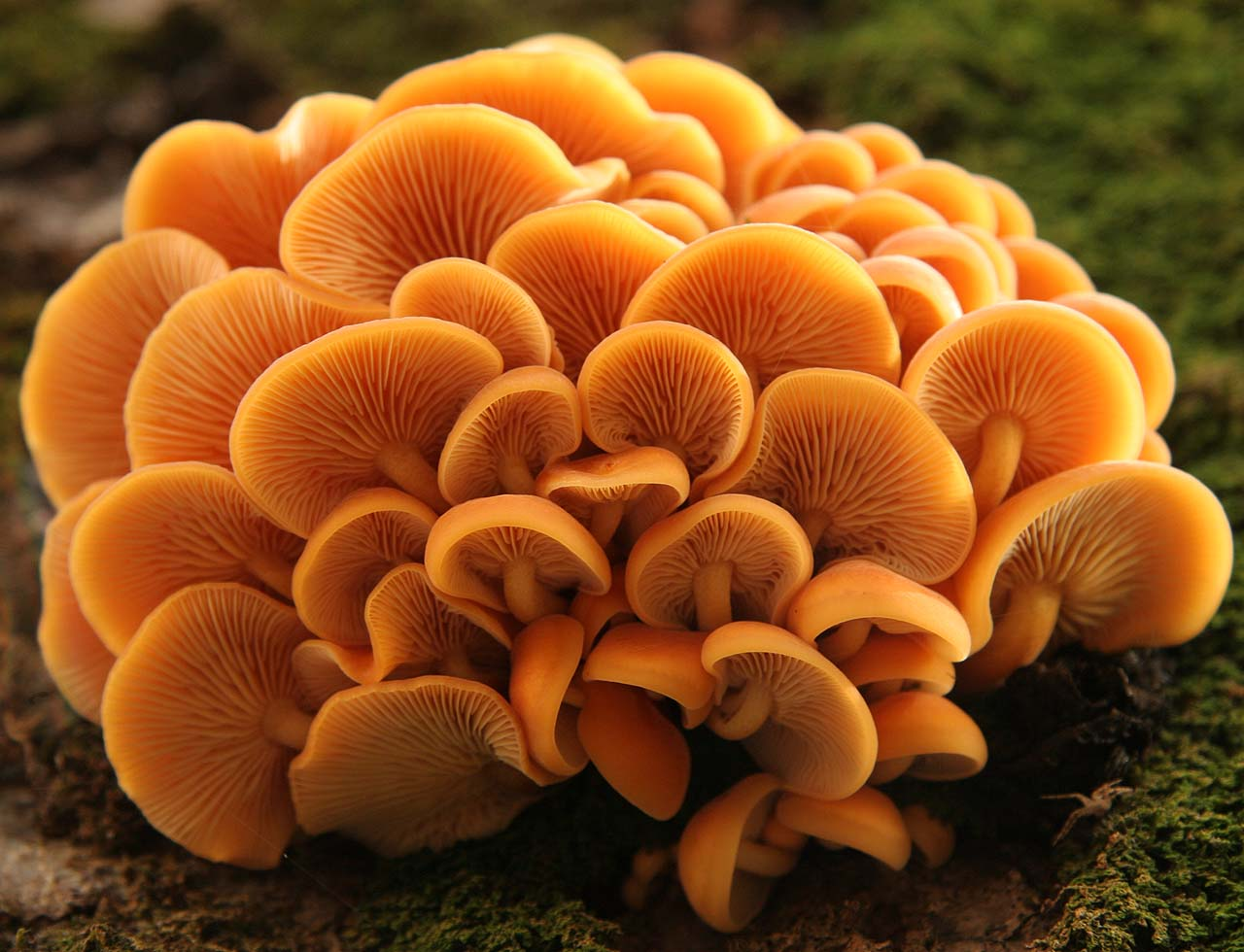
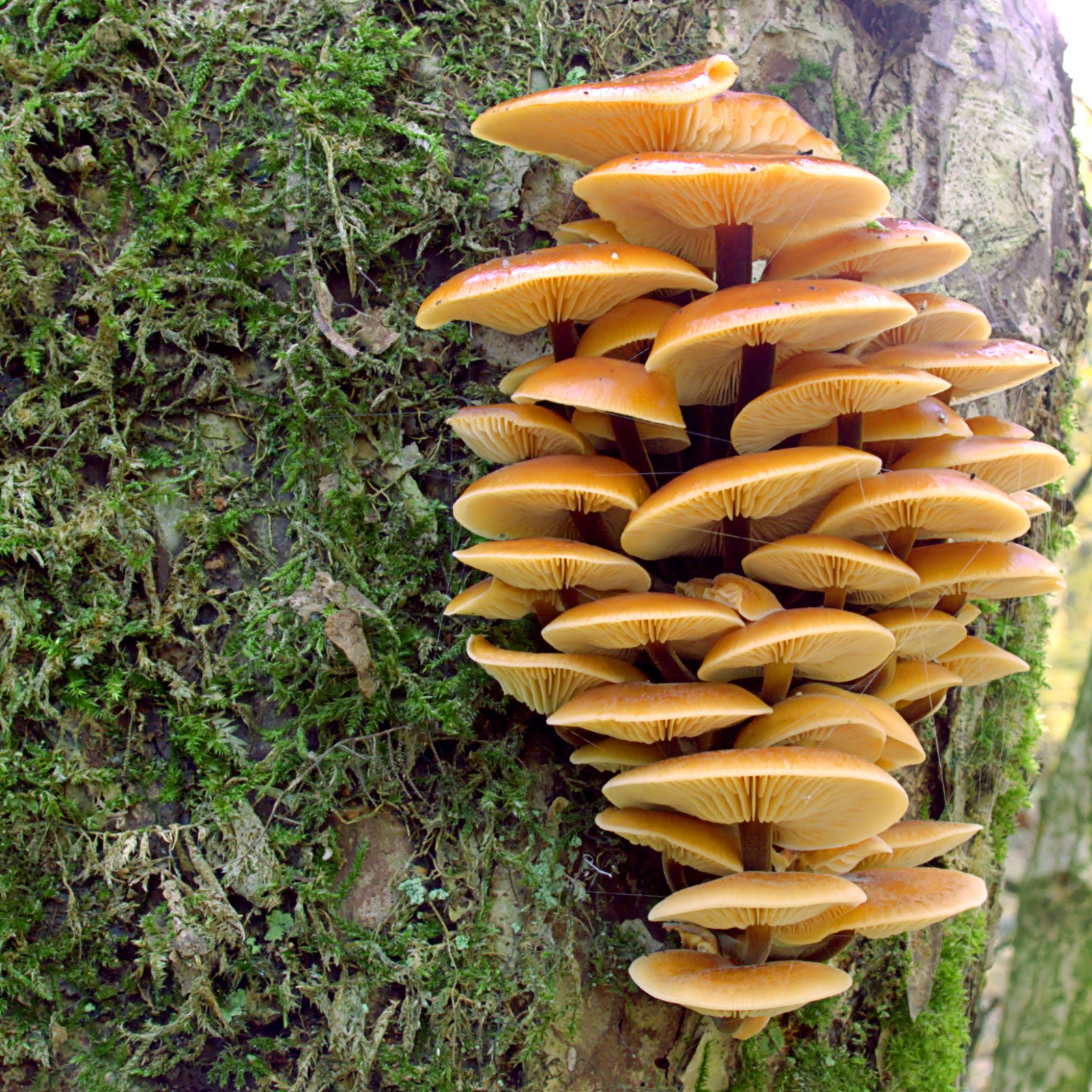
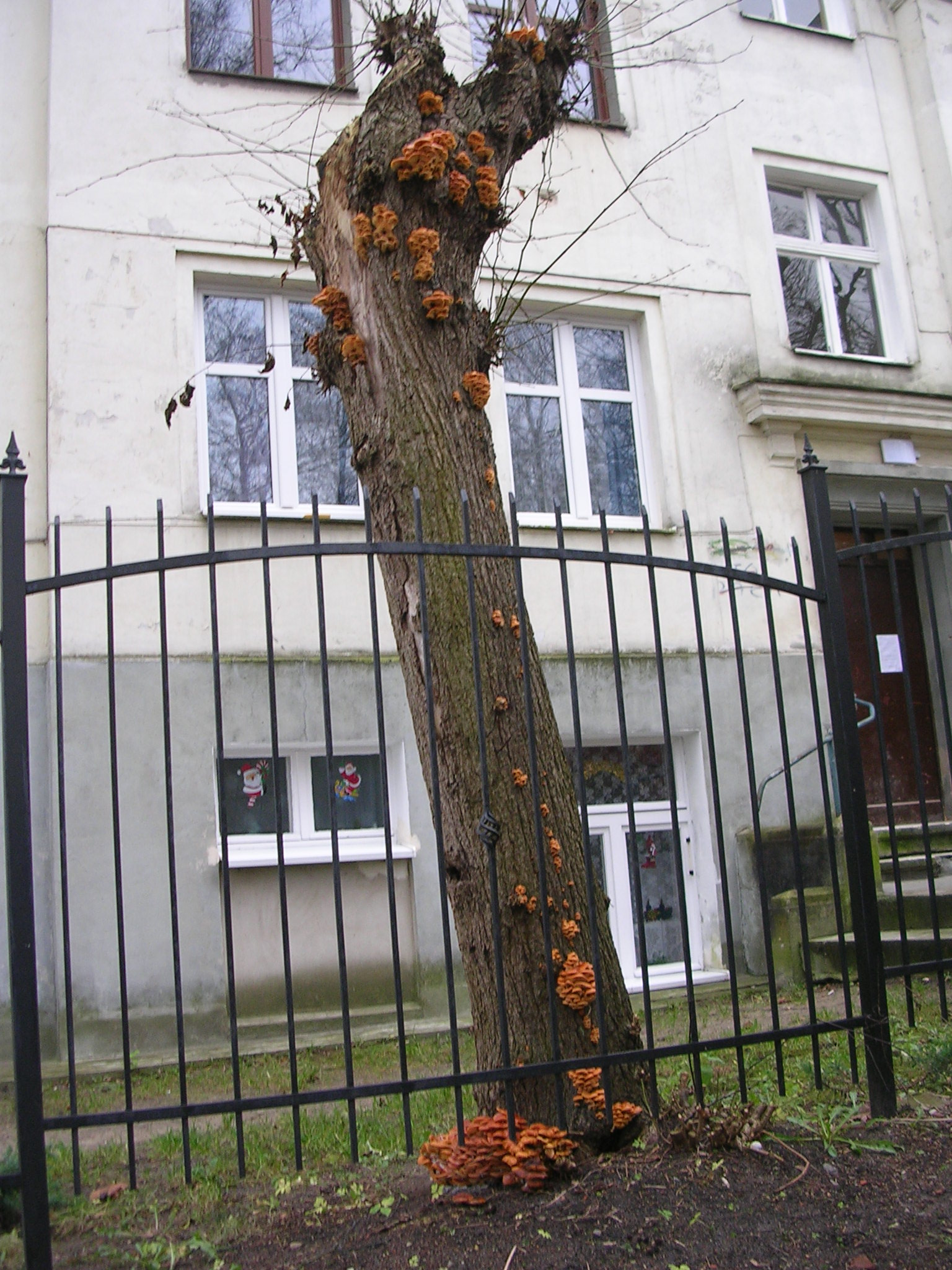
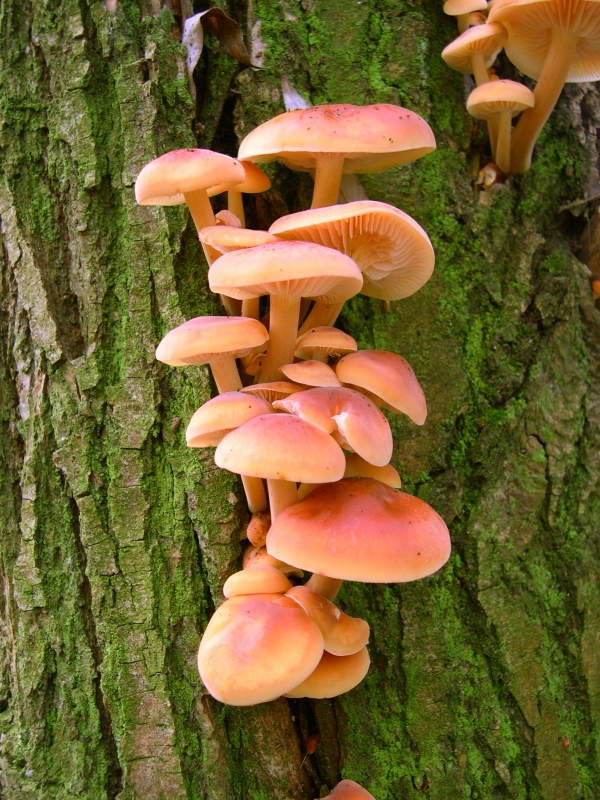
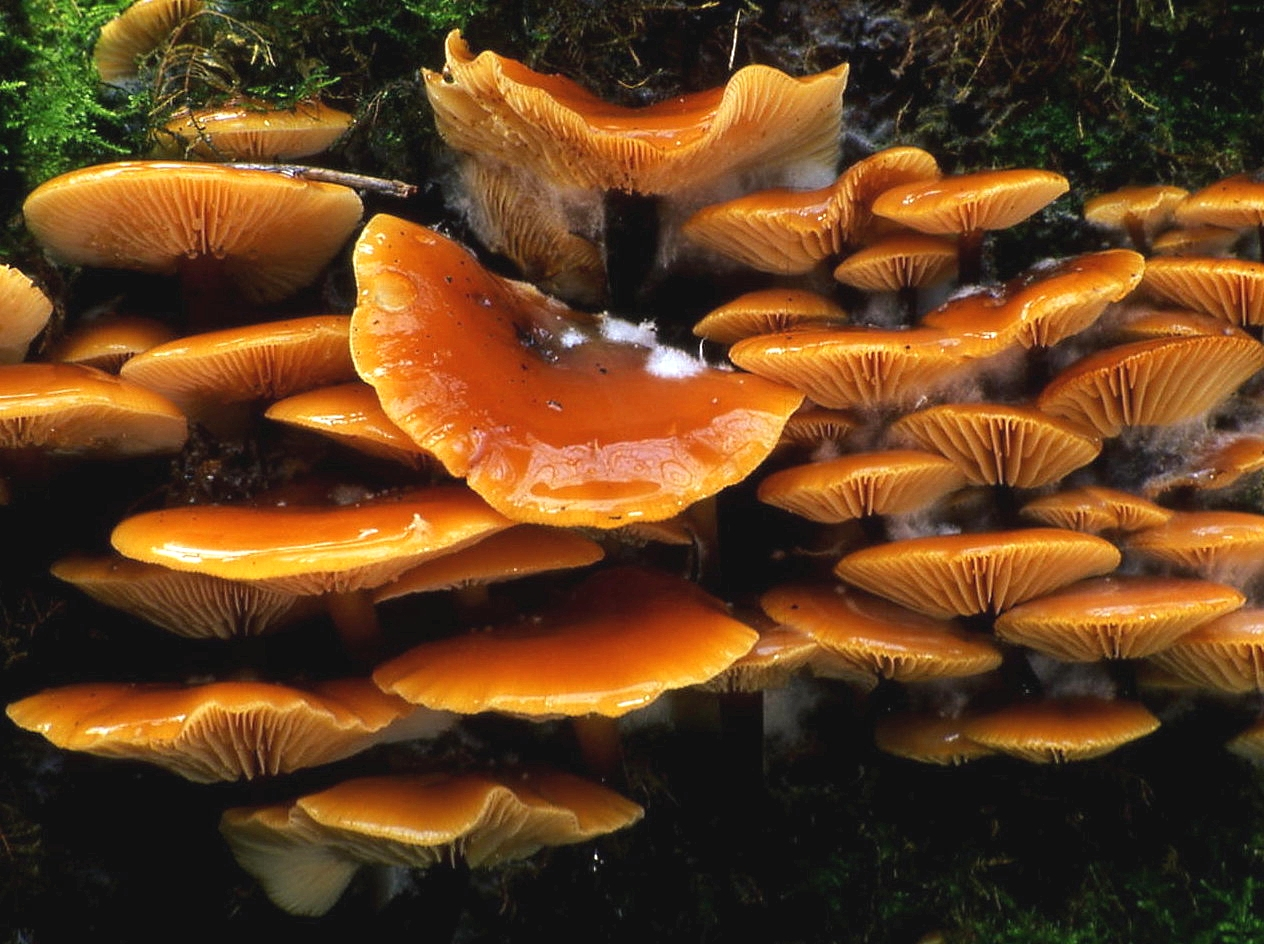